# أديبة نور
كانت أديبة نور محمد عمر (3 سبتمبر 1970 - 18 يونيو 2022) مغنية وممثلة ماليزيّة. بدأت عملها في مجال الترفيه في عام 1995 وواصلت دور البطولة في أفلام مثل «Sepet» و«Gubra».

## النشأة والتعليم
وُلدت أديبة في كوالالمبور، وكانت مدرّسةً تُدرّس اللغة الإنجليزية كلغة ثانية كما أنها خرّيجة جامعة ماليزيا الوطنية.  كانت أول مسابقة غنائية لها في عرضٍ للمواهب يسمى «Suara 90-an Nescafe»، حيث فازت بالمركز الأول في عام 1994. 

## المسيرة المهنيّة
أصدرت أديبة في عام 2006 ألبومها الأول بعنوان «Terlalu Istimewa». تضمّن الألبوم أغنيةً كُتبت ردًا على اغتصابٍ وقتلٍ شنيعٍ لفتاة تبلغ من العمر 10 سنوات في جوهور باهرو في كانون الثاني/يناير 2004. حصل الألبوم على إشادة من النقاد وستة ترشيحات في عددٍ من الجوائز والمهرجانات.
للاحتفال بمرور 22 عامًا في مجال الترفيه، خطَّطت أديبة لإقامة حفل موسيقي صغير بعنوان «في العقد الثالث» في كوالالمبور. عملت أديبة أيضًا كمحكِّمة في مسابقة غنائيّة. كُشف في 24 شباط/فبراير 2017 عن أن أديبة ستطلق ألبومها الكامل الثالث بعنوان «Jiwa Sentuh Jiwa» وهو الألبوم الذي يحتوي على ثمانية أغانٍ وشملَ تعاوناتٍ مع مطرباتٍ أمثال ميشا عمر وأمير جهاري وناصر وهاب ودينا نادر وسام إينويندو وغيرهم.

## الوفاة
تُوفيّت أديبة في مستشفى جلينيجلز كوالالمبور في 18 حزيران/يونيو 2022 بسبب إصابتها بسرطان المبيض في المرحلة الرابعة. كانت تبلغ من العمر 51 عامًا حين مفارقتها الحياة. دُفنت في مقبرة تامان كيرامات بيرماي الإسلامية بهولو كيلانج في سيلانجور.

## روابط خارجية
- أديبة نور في قاعدة بيانات الأفلام على الإنترنت